# كاسبار بودن
كاسبار بودن (بالإنجليزية: Caspar Bowden)‏ هو عالم حاسوب وناشط حقوق الإنسان بريطاني، ولد في 19 أغسطس 1961 في لندن في المملكة المتحدة، وتوفي في 9 يوليو 2015 في فرنسا بسبب سرطان.